# Тринити (група)
Вижте пояснителната страница за други значения на Тринити.
Тринити е дамска попфолк трио, създадено през 2000 година, с първоначални членове Теди, Валя и Ани. Групата е продуцирана от БМК, собственост на Слави Трифонов. През 2001 година издават дебютния си и единствен албум, озаглавен „Тринити“. Малко след издаването на албума Теди напуска и на нейно място идва Марго. С нея се представят на варненския попфолк фестивал „Златният мустанг“, където изпълняват песента „Бягай, обичам те“. През 2002 групата се разделя, като Теди и Валя започват самостоятелни кариери. Валя започва самостоятелната си кариера в „Съни мюзик“ под псевдонима Маца (измислен от Азис). През 2008 г. се мести в музикална компания „Пайнер“, където се изявява под нов псевдоним Валентина Кристи. Теди също започва кариерата си в „Пайнер“ през 2005 г. под псевдонима Траяна, а напуска през 2015 година, слагайки край на музикалната си кариера, раждайки и отдавайки се на детето си.

## Дискография

### Студийни албуми
- Тринити (2001)

1. С коя си бил
2. Хвърляй динамита
3. Бягай, обичам те
4. С теб да летя
5. Ела, изяж ме
6. Влюбена жена
7. Брой до три
8. Спри
9. Пепеляшка
10. Торта
11. Мен люби
12. Твоите ръце